# Curt Johansson (militär)
Kurt (Curt) Helge Fredrik Johansson, född 10 januari 1919 i Flens församling i Södermanlands län, död 1 februari 2013 i Östersunds församling i Jämtlands län, var en svensk militär.

## Biografi
Johansson avlade officersexamen vid Krigsskolan 1945 och utnämndes samma år till sergeant i flygvapnet, där han befordrades till fanjunkare 1949. Han var expeditionsofficer vid Flygkrigshögskolan 1950–1957, varefter han tjänstgjorde vid Norrbottens flygflottilj. Åren 1959–1966 var han förvaltare i flygvapnet, först vid Västmanlands flygflottilj och därefter i kassatjänst vid Norrbottens flygflottilj. Han var chef för Kameralavdelningen vid staben i Övre Norrlands militärområde 1966–1979 och befordrades till kapten 1972. År 1979 inträdde Johansson i reserven vid Bodens artilleriregemente.
Efter sin formella pensionering 1979 kvarstod Johansson i aktiv tjänst med ansvar för högvaktsutbildning och ceremoniell verksamhet. Hans insatser var av stor betydelse för utvecklingen av Högvakten i Stockholm. Han var också föreståndare för museet vid Bodens garnison. Därefter skapade han museet vid Norrlands artilleriregemente och var museiföreståndare fram till dess museet avvecklades i samband med regementets nedläggning 1997. Tillsammans med Per-Anders Lundström författade han boken Bodens ingenjörregementes historia. Han ingick också i redaktionskommittén för boken Boden. Fästningen, garnisonen, samhället och bidrog med ett kapitel om garnisonsmuseet. Han utnämndes till major den 19 augusti 1993, således långt efter sin pensionering och unikt för en kompaniofficer. Han gick i pension år 2000 efter 64 års aktiv tjänst. Johansson var 1993 tillsammans med Lennart Uller och Per-Anders Lundström grundare till Svenskt Militärhistoriskt Bibliotek. Han var ledamot av dess styrelse från starten till 2006, varefter han var hedersledamot fram till sin död. Curt Johansson erhöll medaljen För nit och redlighet i rikets tjänst två gånger (eftersom han var i aktiv tjänst 21 år plus 21 år) och erhöll Kungliga Patriotiska Sällskapets guldmedalj för betydande gärning av första storleken på sin 90-årsdag den 10 januari 2009. Han är begravd I östra begravningsplatsen, Östersund, i A4s gamla begravningsplats.